# Opius tibialis
Opius tibialis är en stekelart som först beskrevs av William Harris Ashmead 1893.  Opius tibialis ingår i släktet Opius och familjen bracksteklar. Inga underarter finns listade i Catalogue of Life.